# Comté de Montgomery (New York)
Pour les articles homonymes, voir Comté de Montgomery.
Le comté de Montgomery (en anglais : Montgomery County) est l'un des 62 comtés de l'État de New York, aux États-Unis. Le siège du comté est Fonda. Le nom du comté est un hommage à Richard Montgomery. 

## Population
La population du comté s'élevait à 49 532 habitants au recensement de 2020.
| Groupe                           | Comté de Montgomery | New York | États-Unis |
| -------------------------------- | ------------------- | -------- | ---------- |
| Blancs                           | 90,6                | 66,8     | 72,4       |
| Autres                           | 4,4                 | 7,5      | 6,4        |
| Métis                            | 2,0                 | 3,0      | 2,9        |
| Afro-Américains                  | 1,9                 | 15,9     | 12,6       |
| Asiatiques                       | 0,7                 | 7,3      | 4,8        |
| Amérindiens                      | 0,3                 | 0,6      | 0,9        |
| Total                            | 100                 | 100      | 100        |
|                                  |                     |          |            |
| Hispaniques et Latino-Américains | 11,3                | 17,6     | 16,7       |

Selon l'American Community Survey, en 2010 87,61 % de la population âgée de plus de 5 ans déclare parler l'anglais à la maison, 7,92 % déclare parler l'espagnol, 1,23 % le polonais, 1,16 % l'allemand, 0,77 % une langue chinoise et 1,31 % une autre langue.

## Comtés adjacents
- Comté de Fulton, au nord
- Comté de Herkimer, à l'ouest
- Comté d'Otsego, au sud-ouest
- Comté de Schoharie, au sud
- Comté de Schenectady, au sud-est
- Comté de Saratoga, au nord-est